# Cheliuskin (Schiff)

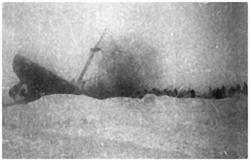
Die Cheliuskin sinkt

Die Cheliuskin (russisch Челюскин, deutsche Transkription: Tscheljuskin) war ein sowjetisches Schiff, das von 1933 bis 1934 eine Expedition ins Nordpolarmeer zur Erkundung des Nördlichen Seewegs unternahm. Dabei geriet das Schiff ins Packeis und versank nach einer unkontrollierten Drift. Die Rettung der Schiffbrüchigen führte in der Sowjetunion zur Stiftung der Auszeichnung „Held der Sowjetunion“.
Das Schiff mit Eisklasse lief 1933 unter dem Namen Lena in Dänemark vom Stapel. Es wurde von Burmeister & Wain in Kopenhagen gebaut und nach der Ablieferung im Juni 1933 an die Sowjetunion nach dem russischen Polarforscher Semjon Iwanowitsch Tscheljuskin benannt.

## Die Expedition ins Nordpolarmeer
Unter Kapitän Wladimir Woronin (1890–1952) und Otto Schmidt, dem wissenschaftlichen Leiter der Expedition, sollte die Cheliuskin während der kurzen Navigationsperiode in den Sommermonaten ohne Überwinterung durch das Nordpolarmeer in den Fernen Osten gelangen. Dies war zuvor 1932 nur dem Eisbrecher Alexander Sibirjakow gelungen. Die Fahrt sollte beweisen, dass der Transport größerer Frachtmengen über die Nordostpassage auch ohne Eisbrecher möglich war. Am 16. Juli 1933 lichtete der Frachtdampfer in Leningrad seinen Anker. Bereits im ersten Reiseabschnitt kam es zu Problemen. So konnte die Cheliuskin erst am 10. August 1933 mit 20-tägiger Verspätung aus Murmansk auslaufen. Ziel der Reise war Wladiwostok.
Unter den 112 Passagieren befanden sich zehn Frauen und ein Kind. Eine der Frauen war schwanger; während sich das Schiff in der Karasee aufhielt, gebar sie ein Mädchen, das nach dem damaligen Aufenthaltsort der Cheliuskin Karina getauft wurde.
Das Schiff, zu dessen Besatzung der deutschstämmige Funker Ernst Theodorowitsch Krenkel gehörte, gelangte über die Laptewsee und die Ostsibirische See bis in die Tschuktschensee. Inzwischen hatten acht Personen das Schiff verlassen und waren an Land gebracht worden. Am 4. November erreichte die Cheliuskin die Beringstraße. Das offene Meer war weniger als eine Seemeile entfernt. Das Schiff wurde jedoch vom Packeis eingeschlossen und konnte sich aus eigener Kraft nicht mehr befreien. Der Kapitän des Eisbrechers Litke, der sich in unmittelbarer Nähe der Cheliuskin aufhielt, bot zweimal seine Hilfe zur Befreiung des Schiffes an, Kapitän Woronin und Schmidt lehnten dies jedoch ab: Sie wollten die Reise ohne Hilfe beenden. Das Schiff trieb jedoch mit dem Eis weiter nach Norden und versank nach monatelanger Drift über mehr als 1.000 Seemeilen am 13. Februar 1934 in der südlichen Tschuktschensee 120 km nordöstlich der Insel Koljutschin.

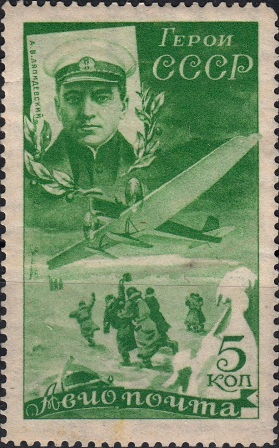
Sowjetische Briefmarke anlässlich der Rettung durch Anatoli W. Ljapidewski

Das Expeditionsmitglied Boris Mogilewitsch wurde beim Untergang von Fässern erschlagen. Die übrigen 104 Seeleute und Passagiere konnten sich auf eine Eisscholle retten. Dort wurde von den Schiffbrüchigen das später so genannte „Camp Schmidt“ eingerichtet. Auf der Eisscholle entstand neben mehreren Unterkünften auch ein Flugfeld. Durch Funkverbindungen auf Kurzwelle mit Funkamateuren konnte Krenkel die Außenwelt über den Untergang des Schiffes und die Überlebenden in Kenntnis setzen. Hilfe für die im Eis Eingeschlossenen schien zunächst aufgrund der Witterungsbedingungen unmöglich. Die von den Vereinigten Staaten angebotene Hilfe lehnte Josef Stalin ab. Nach einem Monat spürte der Pilot Anatoli Wassiljewitsch Ljapidewski die Schiffbrüchigen auf. Am 5. März 1934 brachte er zunächst die zehn Frauen und zwei Kinder mit einer Tupolew TB-1 in den kleinen Ort Uelen auf der Tschuktschen-Halbinsel. Bei einem zweiten Versuch havarierte die Maschine jedoch. Die Regierung schickte nun drei Gruppen von Flugzeugen auf die Tschuktschenhalbinsel.
Georgi Uschakow, der Erforscher Sewernaja Semljas, reiste mit den Fliegern Sigismund Lewanewski und Mawriki Slepnjow (1896–1965) über Europa nach Alaska und kaufte zwei Flugzeuge. Er kam am 29. März mit Lewanewski von Nome nach Wankarem und übernahm die Koordination der Rettungsarbeiten. Eines der Flugzeuge war allerdings zu Bruch gegangen und konnte nicht mehr eingesetzt werden. Dafür erschien am 2. April Michail Babuschkin mit dem notdürftig instand gesetzten Flugzeug der Cheliuskin und seinem Mechaniker Walawin an Bord. Am 7. April kam Slepnjow, der Wankarem gleichzeitig mit den Militärfliegern Nikolai Kamanin und Wassili Molokow erreichte, deren Route von der Halbinsel Kamtschatka über Anadyr führte, nachdem ein Frachter ihre Flugzeuge aus Wladiwostok geholt hatte. Noch am selben Tag begannen sie, die Schiffbrüchigen vom Eis zu holen, wobei der Erhalt der Start- und Landebahn bei den ständigen Eisbewegungen große Probleme bereitete. Als letzte trafen die Flieger Michail Wodopjanow und Iwan Doronin in Wankarem ein, da sie – von Chabarowsk kommend – den weitesten und schwierigsten Weg hinter sich hatten. Sie beteiligten sich ab dem 12. April an den Rettungsflügen. Am 13. April wurde die letzte Gruppe mit Kapitän Woronin aus dem Camp geholt. Über Petropawlowsk-Kamtschatski gelangten die Geretteten nach Moskau, wo ihnen ein triumphaler Empfang bereitet wurde.

## Nachgeschichte

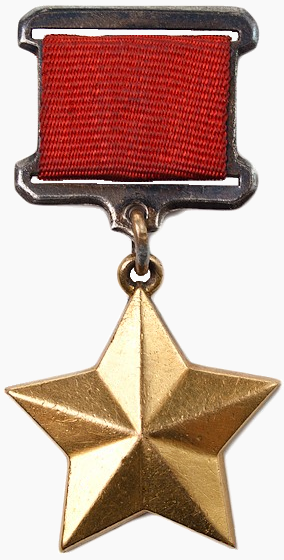
Goldener Stern der Helden der Sowjetunion

Aus Anlass der Rettung der Schiffbrüchigen wurde auf Beschluss des Gesamtrussischen Zentralexekutivkomitees am 16. April 1934 der Titel „Held der Sowjetunion“ gestiftet und an sieben beteiligte Flieger vergeben.
Diese sieben Piloten waren Anatoli Ljapidewski, Sigismund Lewanewski, Wassili Molokow, Mawriki Slepnjow, Michail Wodopjanow, Nikolai Kamanin und Iwan Doronin. Clyde Armistead und William Latimer Lavery, zwei US-amerikanische Flugzeugmechaniker, die auch an diesem Luftrettungseinsatz für das Schiff beteiligt waren, wurden am 10. September 1934 mit dem Leninorden ausgezeichnet.
In den 1970er Jahren und erneut im Jahr 2004 suchten mehrere Expeditionen erfolglos nach dem Wrack der Cheliuskin. Im September 2006 konnten russische Taucher das Schiff, das in ungefähr 50 Metern Tiefe vor der sibirischen Küste liegt, lokalisieren und einige Artefakte bergen. Die geborgenen Fundstücke sollen in Dänemark, dem Ursprungsland des Schiffes, auf ihre Echtheit hin überprüft werden.

## Film
- 1970 entstand in der DDR der Film Tscheljuskin mit Eberhard Mellies, Dieter Mann und Jürgen Frohriep.
- Verfilmung des gleichnamigen Kinderbuches Das Eismeer ruft (1984)